# 진태하
진태하(陳泰夏, 1939년 4월 16일~2018년 3월 27일)는 대한민국의 언어학자이자 교수이다. 본관은 여양 진씨이며, 호는 청범(清凡)이다.
1937년 일제강점기 조선 충청북도 충주에서 태어났다. 충주고등학교를 졸업하고 성균관대학교 국어국문학과를 졸업 후 대만사범대학교에서 1974년 박사 학위를 취득했다. 이듬해 명지대학교 국문과 교수로 임용되어 2004년까지 교단에 서 후학을 양성했다. 2005년에는 인제대학교 석좌교수로 위촉되었다.
진태하는 1998년에 전국한자교육추진총연합회를 설립하여 초대 이사장을 지내는 등, 한자 교육의 필요성을 강조해 왔다. 2009년에는 역대 국무총리 20명의 서명을 받아 초등학교 정규교육과정에 한자교육을 포함할 것에 대한 건의서를 청와대에 제출한 바 있으며, 한자가 한족이 아닌 동이족(東夷族)이 창제한 것이라는 주장을 펼쳤다. 학자로서의 공로를 인정받아 2004년 황조근정훈장, 2014년 효령상을 수상했다.